# Bauhinia hirta
Bauhinia hirta är en ärtväxtart som beskrevs av Ernst Gottlieb von Steudel. Bauhinia hirta ingår i släktet Bauhinia och familjen ärtväxter. Inga underarter finns listade i Catalogue of Life.